# Veinte de Junio
Veinte de Junio è una cittadina dell'Argentina, appartenente alla provincia di Buenos Aires, nel dipartimento di La Matanza, 36 km a ovest della capitale. Fa parte della Grande Buenos Aires. Conta 828 abitanti.
La cittadina confina con le città di Pontevedra, González Catán, Virrey del Pino e il dipartimento di Marcos Paz.

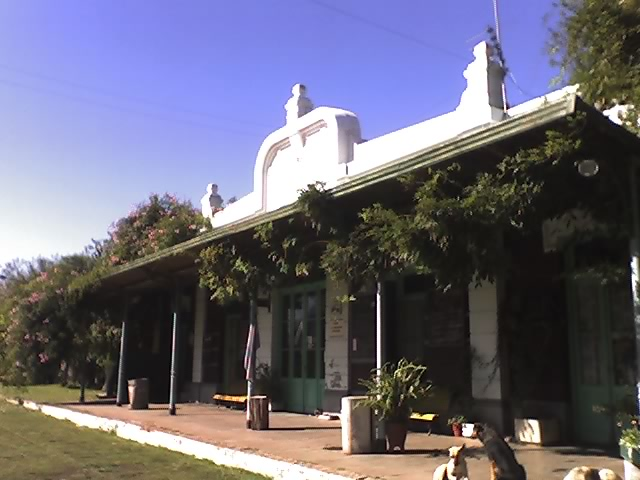
La vecchia stazione ferroviaria Pontevedra. La stazione fu aperta nel 1908 e chiusa nel 1993.

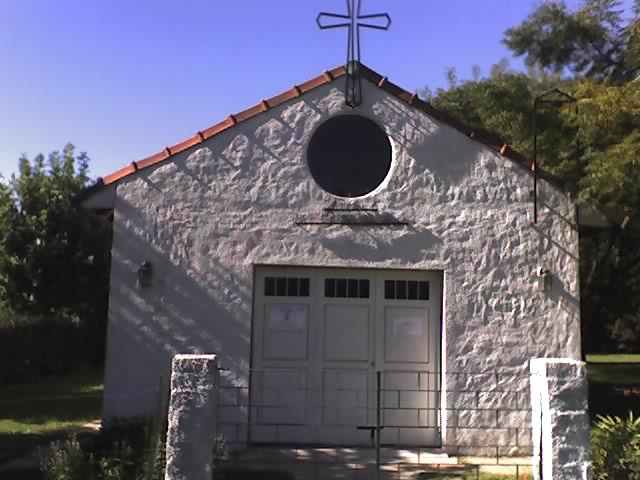
Cappella dedicata a Santa Rita.